# Senebsen
Senebsen war eine altägyptische Königin der 13. Dynastie. Sie war die Gemahlin von König Neferhotep I. und ist von einigen wenigen Objekten bekannt. In einer Felsinschrift auf Sehel wird sie zusammen mit der Familie des Königs genannt und sie erscheint in einem Grab in Elkab, wo sie als Mutter einer gewissen Neferhotep erwähnt wird.